# Aristolochia chiapensis
Aristolochia chiapensis är en piprankeväxtart som beskrevs av J. F. Ortega Ortiz & R. V. Ortega Ortiz. Aristolochia chiapensis ingår i släktet piprankor, och familjen piprankeväxter. Inga underarter finns listade i Catalogue of Life.